# Bucculatrix absinthii
Bucculatrix absinthii is een vlinder uit de familie ooglapmotten (Bucculatricidae). De wetenschappelijke naam is voor het eerst geldig gepubliceerd in 1865 door Gartner.
De soort komt voor in Europa.